# Населенко Памфил Тимофійович
Памфил Населенко (1870–1953) — український державний діяч, член IV Державної Думи від Київської губернії, священник.

## Життєпис
Мав 65 десятин церковної землі.
Закінчив сільську школу (1881), Уманське духовне училище (1885) і Київську духовну семінарію по 1-му розряду (1891).
Після закінчення семінарії працював учителем церковно-приходської школи.
У 1892 висвячений в диякони і призначений на служіння до Володимирської церкви Київського кадетського корпусу. Також був законовчителем корпусу.
У 1894 висвячений у ієреї, служив у селі Холоїдове Липовецького повіту (1894—1896). З 1896 служив священником церкви у селі Ємчиха Канівського повіту.
З 1903 був благочинним 3-го округу Київського повіту і депутатом окружного духовенства на єпархіальних з'їздах.
У 1912 обраний членом Державної думи від Київської губернії. Входив до фракції російських націоналістів і помірно-правих (ФНПП), після її розколу в серпні 1915 — до групи прихильників Петра Балашова. Був членом комісій: з виконання державного розпису доходів і витрат, у справах переселенців, у справах православної церкви, бюджету і з народної освіти.
У роки Першої світової війни служив священником похідної церкви 1-го загону ГД на Південно-Західному фронті. Після Лютневої революції був головою кооперативу членів і службовців ГД (березень 1917–1919).
У 1919–1922 був науковим співробітником книгосховища Академії наук, закінчив два курси Петроградського агрономічного інституту (1922). Був настоятелем церкви Олександра Невського при Євгенівській громаді сестер милосердя в Петрограді (квітень 1917 — червень 1922) і Володимирського собору в Кронштадті (1922–1930).
18 вересня 1930 заарештований, проходив у справах «істинно-православної церкви» і «колишніх людей».
13 квітня 1931 засуджений колегією ОДПУ до п'яти років таборів. Відбував термін у Кемі Мурманської області.
У 1934 умовно-достроково звільнений, отримав дозвіл жити в Санкт-Петербурзі, але вже у травні 1935 висланий за межі стокілометрової зони. У травні 1935 оселився в Старій Руссі, у 1938 переїхав до Городні Чернігівської області.
З 1942 служив у місцевій Миколаївській церкві.
У 1949 Населенку було відмовлено у знятті судимості. Помер в 1953. Був одружений, мав двох дітей.

## Нагороди
- Наперсний хрест (1912).